# Orchestra Sinfonica di Bilbao
L'Orchestra Sinfonica di Bilbao (in basco Bilbao Orkestra Sinfonikoa, in spagnolo Orquesta Sinfónica de Bilbao. nota con la sigla BOS) è un'orchestra sinfonica con sede a Bilbao, nel paese basco facente parte delle Comunità autonome della Spagna.

## Storia
Il primo concerto dell'orchestra fu l'8 maggio 1922 presso il Teatro Arriaga, sotto la direzione del maestro Armand Marsick (nipote di Martin Pierre Marsick).
Direttori principali furono Armand Marsick, Vladimir Golschmann, Jesús Arámbarri, José Limantour, Antoine de Babier, Rafael Frühbeck de Burgos, Alberto Bolet, Pedro Pirfano, Urbano Ruiz Laorden and Theo Alcántara. Günter Neuhold fu direttore musicale e Direttore Principale dal 2008.
Fu anche diretta da Maurice Ravel, Jesús Guridi, Pablo Sorozábal, Krzysztof Penderecki, Carmelo Bernaola, Luis de Pablo, Ernesto e Cristóbal Halffter e altri compositori che dirigevano le proprie opere.
La OSB fu invitata ad esibirsi al Teatro Mariinskij di San Pietroburgo, in Russia, per il 300º Anniversario della città. Nel 1998 ha rappresentato il Paese Basco al World Expo di Lisbona e nel 1999 ha preso parte all'inaugurazione del palazzo Euskalduna di Bilbao.
La OSB si esibisce regolarmente presso l'Auditorium Nazionale di Madrid ed al Musical Fortnight in Donostia, oltre a impegni al Festival Internazionale di Santander, Parigi Festival e il Festival di Musica Religiosa a Cuenca.

## Registrazioni
Negli anni Ottanta, l'era di Lopez Cobos ("Obras de Arriaga") e Lorenzo Martínez Palomo ("Obras de Madina"), la OSB organizzò le sue registrazioni più degne di nota. Alla fine degli anni novanta fu raggiunto un accordo con la società multinazionale NAXOS per registrare 30 CD ed i risultati stanno apparendo ora.

### Opere
| Album                                               | Direttore d'orchestra | Solisti e Cori | Etichetta  | Dischi | Anno Pubblicazione |
| --------------------------------------------------- | --------------------- | --- | ---------- | ------ | ------------------ |
| GURIDI: Amaya (opera completa)                      | Theo Alcántara        | Marianne Cornetti, Cesar Hernandez, Rebecca Copley, Itxaro Mentxaka, Carlos Conde, Rosendo Flores, Angel Pazos, Società Corale di Bilbao | Marco Polo | 2      | 2000               |
| GURIDI: El Caserío (numeri musicali dalla zarzuela) | Juanjo Mena           | Vicente Sardinero, Ana Rodrigo, Maria José Suarez, Emilio Sanchez, Fernando Latorre, Felipe Nieto, Società Corale di Bilbao              | Naxos      | 1      | 2006               |
| USANDIZAGA: Mendi Mendiyan (opera completa)         | Juanjo Mena           | José Antonio Carril, Santos Ariño, Marta Ubieta, Tatiana Davidova, Juan Lomba, Coral Andra Mari                                          | Marco Polo | 1      | 2005               |

### Lavori vocali, corali ed orchestrali
| Album                                   | Direttore d'orchestra | Solisti e Cori                                                                  | Etichetta | Dischi | Anno Pubblicazione |
| --------------------------------------- | --------------------- | ------------------------------------------------------------------------------- | --------- | ------ | ------------------ |
| GURIDI: Dieci Melodie Basche            | Juanjo Mena           | Isabel Álvarez (soprano), Coro del Conservatorio della Società Corale di Bilbao | Naxos     | 1      | 2003               |
| GURIDI: Sinfonía pirenaica              | Juanjo Mena           |                                                                                 | Naxos     | 1      | 2005               |
| ISASI: Sinfonía n. 2                    | Juanjo Mena           |                                                                                 | Naxos     | 1      | 2004               |
| SARASATE: Pezzi forti per violino Vol.1 | Juanjo Mena           | Si-Qing Lu (violino)                                                            | Naxos     | 1      | 2004               |
| ARAMBARRI: Otto Canti Baschi            | Juanjo Mena           | Itxaro Mentxaka (soprano)                                                       | Naxos     | 1      | 2003               |
| ESCUDERO: Illeta                        | Juanjo Mena           | Ricardo Salaberria (baritono), Corale Andra Mari                                | Naxos     | 1      | 2005               |